# Campanha de Weardale
A Campanha de Weardale, parte da Primeira Guerra de Independência Escocesa, ocorreu durante julho e agosto de 1327 em Weardale, Inglaterra. Uma força escocesa sob James, Lorde de Douglas, e os condes de Moray e Mar enfrentou um exército inglês comandado por Roger, Lorde Mortimer de Wigmore, acompanhado pelo recém-coroado Eduardo III.
Em 1326, o rei inglês Eduardo II foi deposto por uma rebelião liderada por sua esposa, Isabel, e seu amante, Mortimer. A Inglaterra estava em guerra com a Escócia há 30 anos e os escoceses aproveitaram a situação caótica para lançar grandes ataques na Inglaterra. Vendo a oposição aos escoceses como uma forma de legitimar sua posição, Isabel e Mortimer prepararam um grande exército para enfrentá-los. Em julho de 1327, este partiu de York para encurralar os escoceses e forçá-los ao combate. Após duas semanas de suprimentos escassos e mau tempo, os ingleses confrontaram os escoceses quando estes deliberadamente revelaram sua posição.
Os escoceses ocuparam uma posição inexpugnável imediatamente ao norte do Rio Wear. Os ingleses recusaram-se a atacá-la e os escoceses recusaram-se a lutar em campo aberto. Após três dias, os escoceses se moveram durante a noite para uma posição ainda mais forte. Os ingleses os seguiram e, naquela noite, uma força escocesa cruzou o rio e atacou com sucesso o acampamento inglês, penetrando até o pavilhão real. Os ingleses acreditavam que tinham os escoceses cercados e os estavam fazendo morrer de fome, mas na noite de 6 de agosto o exército escocês escapou e marchou de volta para a Escócia. A campanha foi ruinosamente cara para os ingleses. Isabel e Mortimer foram forçados a negociar com os escoceses e em 1328 o Tratado de Edimburgo–Northampton foi assinado, reconhecendo a soberania escocesa.

## Contexto
A Primeira Guerra de Independência Escocesa entre Inglaterra e Escócia começou em março de 1296, quando Eduardo I de Inglaterra (r. 1272–1307) invadiu e saqueou a cidade fronteiriça escocesa de Berwick como prelúdio à sua invasão da Escócia. Em 1323, os ingleses, agora governados por Eduardo II, haviam sido completamente expulsos da Escócia. Roberto Bruce estava seguramente no trono escocês e havia realizado várias grandes incursões profundamente na Inglaterra. Em maio, uma trégua de 13 anos foi acordada. Apesar disso, os ataques escoceses continuaram, assim como a pirataria inglesa contra navios escoceses. Para aumentar os constrangimentos de Eduardo II, quando uma guerra anglo-francesa eclodiu na Aquitânia em 1323, os ingleses foram derrotados e forçados a concordar com uma paz humilhante em 1325.

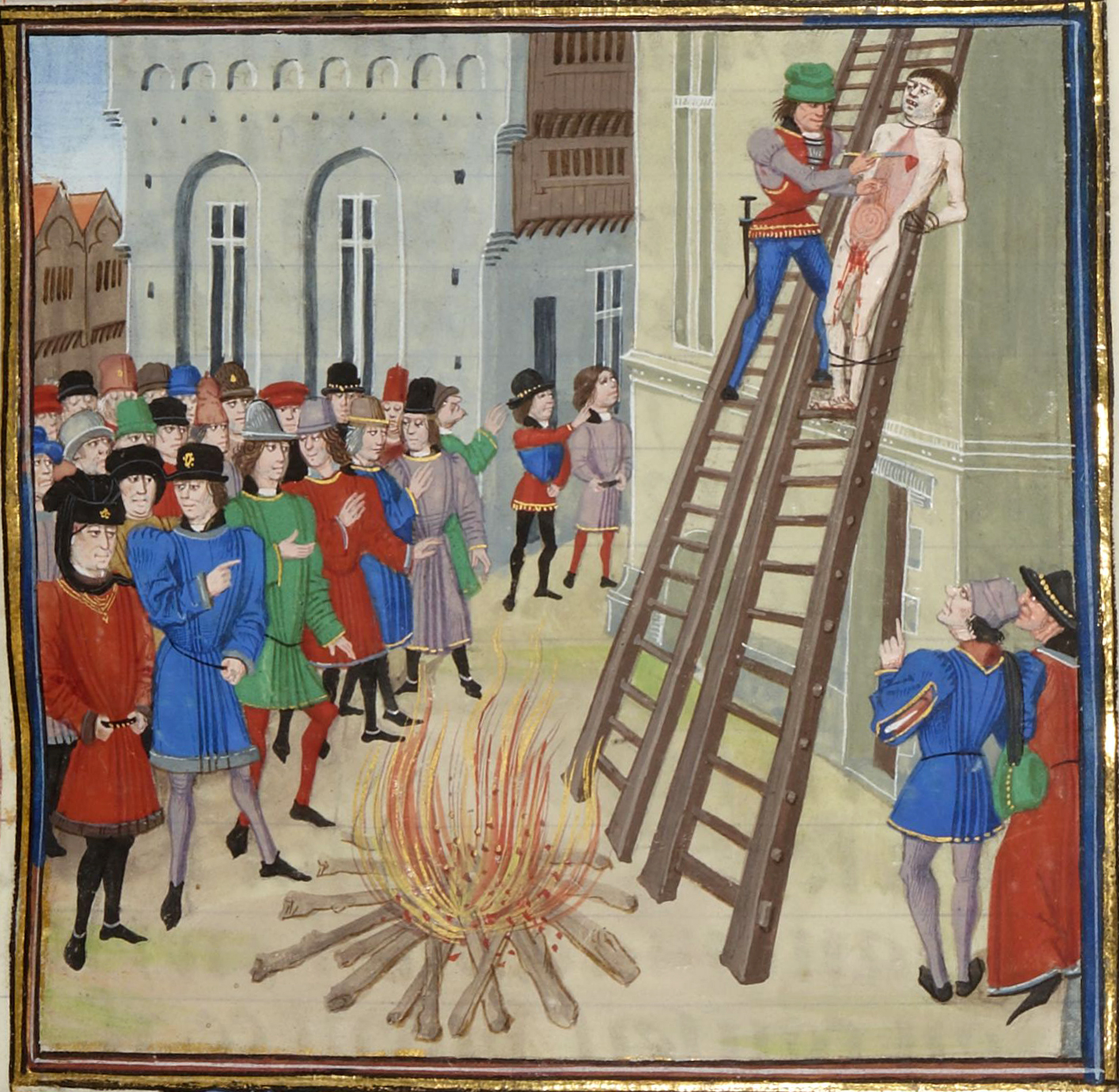
Execução de Hugh Despenser

Em fevereiro de 1326, ficou claro que a esposa de Eduardo II, Isabel, havia tomado o exilado Roger Mortimer como amante. Vivendo em Paris, e encorajados pela corte francesa, eles se tornaram o centro da oposição inglesa a Eduardo II. Em abril, os escoceses concordaram com uma aliança militar com os franceses. Em setembro, Isabel, Mortimer e o herdeiro do trono – o Príncipe Eduardo de treze anos – desembarcaram em Suffolk. A autoridade de Eduardo II desmoronou, a facção de Isabel assumiu a administração com o apoio da Igreja, e Eduardo II foi feito prisioneiro em novembro. O tesoureiro de Eduardo II, Walter de Stapledon, foi morto por uma multidão na Catedral de São Paulo; seu principal conselheiro, Hugh Despenser, foi declarado traidor e condenado a ser arrastado, enforcado, eviscerado, castrado e esquartejado – sua cabeça foi exibida em um dos portões de Londres; Robert Baldock, seu chanceler, morreu na prisão; e o Conde de Arundel foi decapitado.
Sob ameaça de ter seu filho deserdado, Eduardo II abdicou em janeiro de 1327. Poucos dias depois, o Príncipe Eduardo foi coroado como Eduardo III. Era entendido que sua mãe e seu amante pretendiam que o jovem Eduardo fosse seu fantoche. Com Eduardo II deposto, Isabel e Mortimer careciam de legitimidade e apoio popular. Os escoceses viram oportunidade no caos ao sul da fronteira; enquanto Eduardo III estava sendo coroado, uma força escocesa estava sitiando o castelo fronteiriço inglês de Norham. Eduardo II havia se recusado a reconhecer Roberto Bruce como rei da Escócia, e os ataques escoceses tinham a intenção de exercer pressão sobre os ingleses para reconhecer sua realeza. Acabar com os devastadores ataques escoceses derrotando os escoceses em batalha ajudaria a legitimar o governo de facto de Isabel e Mortimer. Para Bruce, demonstrar que os ingleses eram incapazes de acabar com os ataques potencialmente colocaria o rei escocês em posição de ditar uma paz. Sob essas pressões, a trégua desmoronou e ambos os lados se prepararam para guerra em grande escala.

## Prelúdio
Bruce estava imobilizado com uma doença não especificada durante 1327. Isso não impediu os escoceses de manter a pressão sobre a Inglaterra. Em 15 de junho, uma grande força escocesa atacou através da fronteira. Em julho, um exército escocês reentrou na Inglaterra. Relatou-se que consistia de 10 000 homens montados e era liderado por Donald, Conde de Mar, Thomas, Conde de Moray, e James, Lorde de Douglas. Tinha pouco em termos de suprimentos ou comboios de bagagem, dispersando-se em vez disso por uma área ampla para forragear. Isso era contrário à prática militar normal da época, que enfatizava os benefícios da concentração. Esses fatores deram aos escoceses um grau incomum de mobilidade operacional. Sua formação dispersa, que lhes permitia avançar numa frente de 70 mi (113 km) ou mais, também tornava difícil para os oponentes identificar seus números, centro de operações e até mesmo direção de viagem. Eles saquearam e queimaram seu caminho para o sul e em 5 de julho haviam penetrado até Appleby.
Os ingleses haviam reunido um exército em York, mais forte e melhor equipado que os escoceses. Este exército incluía 780 mercenários hainaulters homens de armas. Enquanto se reuniam, os hainaulters entraram em conflito com a infantaria inglesa e se envolveram numa batalha corrida através de York. Ambos sofreram perdas significativas. Os ingleses posicionaram uma grande força de tropas galesas em Carlisle e um forte contingente de homens de armas em Newcastle upon Tyne; presumia-se que a presença dessas forças em seus flancos e a dificuldade do terreno dificultariam suficientemente qualquer tentativa escocesa de retirada para que o exército inglês principal forçasse os escoceses ao combate. O exército inglês em York partiu em 1º de julho, chegando a Durham em 15 de julho. Eduardo III acompanhou o exército como comandante nominal, mas não exercia autoridade; essa era reservada para Mortimer. Isabel permaneceu em York. De Durham, a visão da fumaça de fazendas queimando indicava que pelo menos alguns dos escoceses estavam próximos.

## Campanha
Em 16 de julho, os ingleses partiram em formação de batalha e se dirigiram para as colunas de fumaça mais frescas. Nenhum contato com os escoceses foi feito. O procedimento foi repetido em 17 de julho com o mesmo resultado. Os ingleses perceberam que os escoceses podiam saquear e queimar as aldeias enquanto ainda se moviam mais rapidamente que os ingleses através do terreno descrito no relato testemunhal de le Bel como "terras selvagens desoladas". Os ingleses formularam um plano para cortar os escoceses. Partiram bem antes do amanhecer em 20 de julho: os homens de armas se moveram montados, o mais rápido que podiam. O comboio de bagagem foi deixado para trás e a infantaria arrastou-se atrás da cavalaria, ficando bem para trás. A vanguarda atravessou o Rio Tyne em Haydon quando a noite caiu. Os ingleses ficaram de prontidão toda a noite, antecipando um assalto escocês desesperado. Isso não se materializou e na manhã seguinte os ingleses estavam numa situação difícil. Haviam ultrapassado seus suprimentos e nenhuma comida estava disponível localmente. Também estava chovendo forte; isso continuou por vários dias e tornou o Tyne intransponível. Após uma semana, os ingleses estavam reclamando, afirma le Bel, de seu "desconforto e pobreza" e seus comandantes desenvolveram um novo plano.

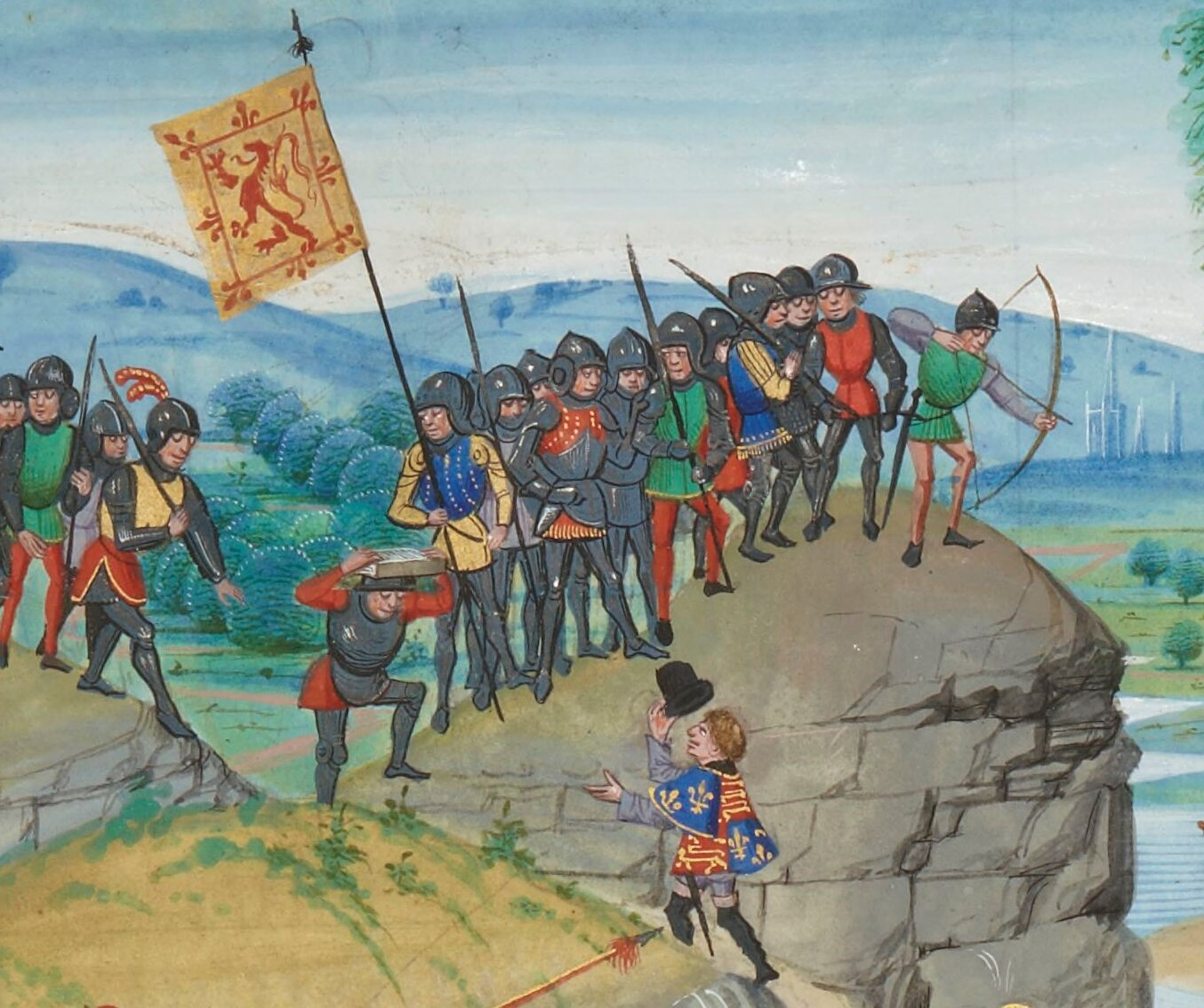
Um arauto inglês se aproxima dos escoceses.

Os ingleses enviaram batedores e se moveram 9 mi (14,5 km) para oeste até Haltwhistle, onde o Tyne era transitável. Os escoceses estavam a alguma distância ao sul dos ingleses; eles estavam cientes do exército inglês mas incapazes de localizá-lo. Um dos batedores ingleses foi capturado pelos escoceses, mas liberado com uma mensagem para Eduardo III de que os escoceses estavam ansiosos por batalha. O batedor libertado então conduziu o exército inglês à posição do exército escocês, provavelmente em 31 de julho. Os escoceses haviam se estabelecido numa posição na margem norte do Rio Wear, perto de Stanhope Park. Seus lanceiros adotaram seus tradicionais schiltrons – formações de piques densamente agrupadas com pouca mobilidade, mas capazes de defesa em todas as direções. Eles ocuparam alturas rochosas imediatamente com vista para o rio de fluxo rápido. Um ataque a esta posição seria quase sem esperança.
Os ingleses se formaram em ordem de batalha, foram dirigidos por Eduardo III e avançaram lentamente, esperando que os escoceses descessem para lutar com eles na planície de inundação. Eles se recusaram, e Douglas declarou que não era não-cavaleiresco para uma força menor tirar o máximo proveito das vantagens que tinha. Após reconhecer a posição escocesa, um corpo de arqueiros longos ingleses atravessou o Wear rio acima e começou a disparar contra os escoceses de longo alcance, esperando tornar sua posição insustentável. Eles foram expulsos pela cavalaria escocesa. Os ingleses então enviaram arautos, convidando os escoceses a abandonar suas posições e se engajar numa batalha justa e aberta. Os escoceses responderam que estavam contentes onde estavam e se o Rei inglês e seu conselho estavam descontentes com a situação, o ônus estava neles de fazer algo a respeito. Os ingleses por sua vez recusaram-se a atacar, e permaneceram na margem sul do Wear, de frente para as posições escocesas, esperando fazê-los morrer de fome.

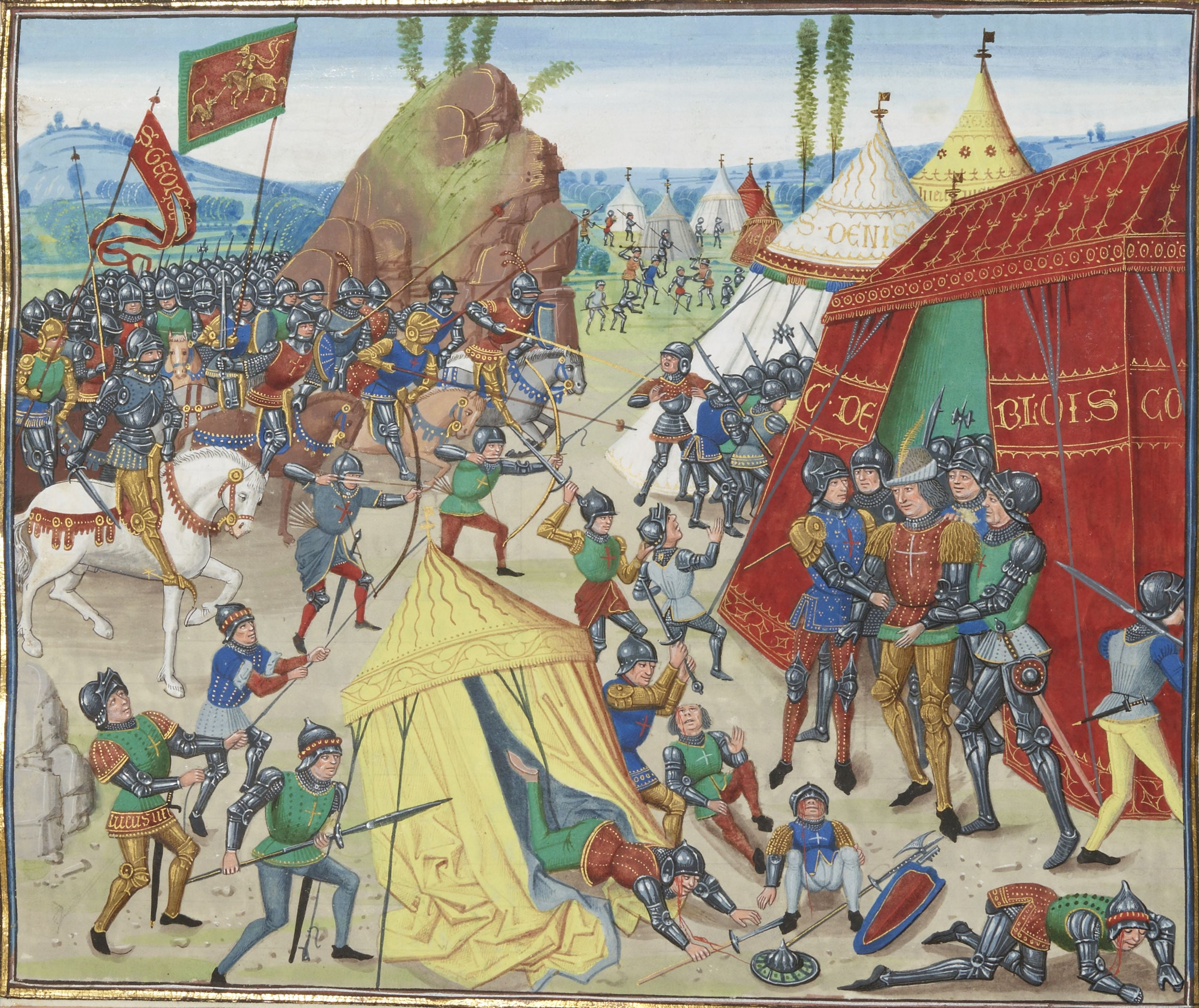
Um acampamento do final da Idade Média sendo atacado

Este impasse durou três dias. Na noite de 2/3 de agosto, os escoceses desmontaram acampamento, movendo-se uma curta distância para uma posição ainda mais forte, dentro do próprio Stanhope Park. Os ingleses por sua vez mudaram de acampamento para novamente enfrentar os escoceses, ainda no lado sul do rio; eles temiam que se tentassem uma travessia em força, os escoceses atacariam a vanguarda uma vez que ela atravessasse e a derrotariam em detalhes. Enquanto a posição dos escoceses era forte o suficiente para que um assalto inglês direto fosse obviamente suicida, os ingleses estavam menos seguros. Na noite de 3/4 de agosto, Douglas liderou um ataque noturno ao acampamento inglês, cortando cordas de amarração e criando pânico. Eles penetraram até o centro do acampamento inglês e derrubaram a tenda do Rei com um Eduardo III aterrorizado dentro. Os escoceses recuaram com sucesso para seu acampamento. Os ingleses estavam convencidos de que esta havia sido uma tentativa dos escoceses famintos de abrir seu caminho para fora da armadilha em que se encontravam.
Em 6 de agosto, um interrogatório de prisioneiro revelou que os escoceses estavam se preparando para mover todo seu exército naquela noite. Os ingleses dormiram totalmente armados e em ordem de batalha em antecipação a um assalto escocês, com grandes fogueiras queimando para iluminar o campo. Os escoceses, que de fato estavam sem comida, abriram seu caminho através do pântano ao norte de sua posição, que os ingleses haviam considerado intransitável. Com a luz do dia eles recuaram para o norte, para a Escócia, com seu saque. Eduardo III chorou lágrimas de frustração com sua fuga. Os ingleses ludibriados marcharam lentamente de volta para Durham – seus cavalos estavam exaustos – onde foram reunidos com suas carroças de suprimentos em 10 de agosto. Os hainaulters foram pagos e voltaram para casa.

## Consequências
A opinião inglesa contemporânea da campanha a considerou "para grande vergonha, desonra e escárnio de toda a Inglaterra". O norte da Inglaterra foi tão completamente saqueado que extensas isenções fiscais tiveram que ser concedidas. A campanha havia sido enormemente cara para os ingleses: 70 000 libras; apenas os 780 hainaulters apresentaram uma conta de 41 000 libras. Para contexto, a renda total da coroa inglesa a cada ano era cerca de 30 000 libras. O exército escocês foi reforçado mais tarde no ano e cruzou a fronteira para devastar Northúmbria novamente. O cerco ao Castelo de Norham continuou até o final de 1327 e a principal força inglesa na região foi incapaz de sair de sua base em Alnwick. Se os escoceses invadissem novamente em 1328, os ingleses careciam de recursos financeiros para levantar tropas para opô-los, e assim Isabel e Mortimer foram forçados a negociar. Eduardo II morreu em setembro sob circunstâncias suspeitas.
Em outubro, o vitorioso Bruce apresentou seus termos. O principal entre eles era o reconhecimento da Escócia como uma nação totalmente soberana, com ele como seu rei. Negociações ocorreram durante o inverno. Eduardo III foi excluído delas, mas deixou claras suas objeções ao processo e seu resultado. O Tratado de Edimburgo–Northampton foi acordado, mais ou menos nos termos que Roberto havia exigido. O tratado foi assinado em Edimburgo por Bruce em 17 de março de 1328 e foi ratificado pelo Parlamento inglês em Northampton em 1º de maio. O tratado foi ressentido na Inglaterra e foi amplamente referido como turpis pax, a paz vergonhosa. Ele encerrou a Primeira Guerra de Independência Escocesa após 32 anos. Roberto Bruce morreu em 1329, deixando como seu herdeiro o David II de cinco anos (r. 1329–1371). Eduardo III nunca se reconciliou com o tratado. Em 1330 ele capturou Mortimer, mandou executá-lo e estabeleceu seu governo pessoal. Inglaterra e Escócia logo estavam em guerra novamente: em agosto de 1332 Eduardo Balliol e seus apoiadores ingleses, apoiados por Eduardo III, venceram a Batalha de Dupplin Moor; isso marcou o início da Segunda Guerra de Independência Escocesa.